# Meilie
Meilie är ett tidigare stadsdistrikt och säte för stadsfullmäktige i Sanmings stad på prefekturnivå  i Fujian-provinsen i sydöstra Kina. Distriktet avvecklades i februari 2021, och dess område är sedan dess en del av stadsdistriktet Sanyuan.